# Tomáš Sojka
Tomáš Sojka (* 15. listopadu 1948) je bývalý český politik, v 90. letech 20. století poslanec České národní rady a Poslanecké sněmovny za KSČ, respektive KSČM, později za Levý blok.

## Biografie
Ve volbách v roce 1990 se stal poslancem České národní rady za KSČ, respektive za její českou část KSČM. Opětovně byl do ČNR zvolen ve volbách v roce 1992, nyní za koalici Levý blok, kterou tvořila KSČM a menší levicové skupiny (volební obvod Středočeský kraj). Zasedal v hospodářském výboru.
Od vzniku samostatné České republiky v lednu 1993 byla ČNR transformována na Poslaneckou sněmovnu Parlamentu České republiky. Během volebního období 1992-1996 přešel do strany Levý blok (skupina reformní levice, která po rozpadu koalice Levý blok přijala název této střechové platformy a v parlamentu působila nezávisle na KSČM). Za Levý blok neúspěšně kandidoval do sněmovny v roce 1996. Po volební prohře odmítl úvahy o kandidatuře do senátu a prohlásil, že se bude chtít věnovat podnikání v oboru polygrafie a politickou angažovanost hodlá praktikovat jen na regionální úrovni.